# Моббинг (социология)
Мо́ббинг (от англ. mob — агрессивная толпа, банда) — форма психологического насилия над отдельным человеком со стороны группы в любом контексте, например, в семье, группе сверстников, школе, на рабочем месте, в районе, сообществе или в интернете.
Моббинг описан как эмоциональное насилие на рабочем месте, например, сплетни со стороны коллег, подчинённых или начальства, чтобы вытеснить кого-то с рабочего места посредством слухов, инсинуаций, запугивания, унижения, дискредитации и изоляции, также моббинг называют злонамеренным, несексуальным, нерасовым (расовым), общим харассментом.
Моббинг имеет тенденцию к эскалации, а жертва обычно не имеет возможности себя защитить.

## История понятия
Конрад Лоренц в своей книге «Об агрессии» (1966) впервые описал моббинг среди птиц и животных, приписав его инстинктам, коренящимся в дарвиновской борьбе за процветание (см. поведение животных при моббинге). По его мнению, большинство людей подвержены подобным врожденным импульсам, но способны поставить их под рациональный контроль. Объяснение Лоренца, почему он выбрал английское слово mobbing, было опущено в английском переводе Марджори Керр Уилсон. Согласно Кеннету Вестхьюзу, Лоренц выбрал слово mobbing, потому что он помнил, что при коллективном нападении птиц применялся старый немецкий термин hassen auf, что означает «вызывать ненависть», и это подчеркивало «глубину антипатии, с которой совершается нападение», а не английское слово mobbing, которое подчеркивало коллективный аспект нападения.
В 1970-х годах шведский врач Петер-Пауль Хайнеманн применил концептуализацию Лоренца к коллективной агрессии детей против ребёнка-цели. В 1980-х годах профессор и практикующий психолог Хайнц Лейманн применил этот термин к группировке на рабочем месте. В 2011 году антрополог Дженис Харпер предположила, что некоторые подходы к борьбе с травлей фактически представляют собой форму моббинга, используя ярлык «агрессор» для дегуманизации, побуждая людей сторониться и избегать людей с ярлыком агрессора, а в некоторых случаях саботировать их работу или отказываться работать с ними, почти всегда призывая к их исключению и увольнению с работы.

## Классификация
Традиционно выделяют два вида моббинга:
1. Вертикальный — «боссинг» (англ. bossing — от англ. boss — хозяин, шеф), когда психологический террор в отношении работника исходит от начальника;
2. Горизонтальный — когда психологический террор исходит от коллег. В англосаксонском диалекте это понятие обозначают как буллинг (от англ. bullying — тиранить, издеваться, донимать). Отмечается, что боссинг, направленный на одного из работников, сопровождается созданием группировок в организации, подключением к психологическому давлению на работника и других членов организации[5]

Российская практика свидетельствует, что кроме вертикального и горизонтального моббинга имеет место институциональный моббинг, под которым понимается моральное преследование работников с использованием таких институтов, как аттестация персонала, квалификационные экзамены, рассмотрение служебных споров.

## Проявления
Моббинг бывает прямым и выражается в форме поношения, насмешек, угроз, недооценки квалификации и профессионального вклада, лишения рабочих заданий, придирках, обвинениях, отказ в присутствии на собраниях и т. д. Реорганизация, которая затрагивает только одного сотрудника, может считаться проявлением травли. Косвенный моббинг может выражаться в форме игнорирования, социальной изоляции и сокрытия информации.
Проявлением моббинга также могут быть:
- Бойкот
- Придирки
- Насмешки
- Дезинформация
- Доносительство
- Причинение вреда здоровью
- Сексуальные домогательства (в виде скабрезных замечаний, а также в форме физических посягательств) не обязательно провоцируются вожделением, скорее, их целью является утоление жажды власти[2]
- Мелкие кражи или порча личных вещей

Моббинг и боссинг являются проявлениями профессиональной деструкции. Профессионально-деструктивную деятельность характеризует направленность на получение вредного, с точки зрения общества, результата. Это тот случай, когда человек ориентируется на искажённые (деструктивные) профессиональные ценности. Соответственно, он ставит деструктивные, социально неприемлемые цели и использует деструктивные средства их достижения. Им движет деструктивная направленность, примерами которой может быть эгоцентризм, стяжательство, нонконформизм, центрирование на сиюминутных выгодах и т. п.

## Предпосылки

### Со стороны жертвы
- конкуренция с уже существующим авторитетом (через отклонение от психологических рамок коллектива, группы людей в ограниченном пространстве, вожака, начальства);
- стиль поведения, как у жертвы (слабость, жалобность, хлюпкость);
- непринятие навязываемого стиля поведения (вплоть до социально-психологически бессовестного, аморального).

По мнению норвежских специалистов, моббингу может подвергнуться каждый, вне зависимости от вида организации или профессии. Причём, риск стать жертвой моббинга лишь в самой малой степени зависит от особенностей личности. Как показывает практика, жертвами могут стать как мягкие и скромные люди, так и активные и решительные.

### Со стороны противников
- зависть;
- желание унизить (ради удовлетворения, развлечения или самоуничтожения);
- желание подчинить.

Чаще всего причиной моббинга становится зависть. Обычно — зависть к более молодому и удачливому коллеге. Зачинщиками травли во многих случаях становятся пожилые сотрудники, которые боятся потерять место и из-за этого придираются к своим коллегам. Иногда подобное давление имеет временный характер и является своеобразным «посвящением» в члены коллектива. В жертву моббинга может превратиться и опытный работник, к которому вдруг начало благосклонно относиться начальство. Иногда причиной моббинга становится самоуверенное поведение: излишнее хвастовство, обилие жалоб, игнорирование корпоративных трапез, вызывающая манера поведения.

## На рабочем месте
Работа для человека может быть источником удовлетворённости, чувства собственного достоинства, социальных контактов, интеллектуального и эмоционального подъёма, вызванных результатом и процессом труда, а также сопровождающими её социальными контактами.
Но та же работа может означать для человека отчуждённость, угнетённость, постоянную борьбу за существование, она может стать причиной фрустрации, болезненных состояний и даже соматических и душевных заболеваний. Синоним всего этого — моббинг в разных его проявлениях (боссинга, буллинга).
Заниматься травлей или моббингом в деловой сфере могут (но не должны!) руководители, коллеги, подчинённые, а также заказчики и клиенты. Жертвой может стать кто угодно вне зависимости от типа организации, профессии и пола. Большинство людей, занимающихся травлей, находятся на руководящих позициях: около половины жертв моббинга показали, что подвергались травле со стороны непосредственного начальства или со стороны других руководителей организации, в которой они работали. Нападки на жертву порой происходят на глазах у всех окружающих, но в большинстве случаев моббинг на рабочем месте носит скрытый характер.

### Общие организационные причины возникновения моббинга
Одним из основных факторов, запускающих механизм моббинга, является скрываемое до поры внутреннее напряжение коллектива. Это внутреннее напряжение возникает по разным причинам, связанным с организацией труда.
- неясность стратегии и цели организации/учреждения,
- неодинаковые требования начальника к разным сотрудникам,
- постоянное изменение («перетасовка») видов работ и профессиональной нагрузки между работниками (специалистами),
- уравниловка в оплате,
- неприятие инакомыслящих,
- попустительское отношение руководителей организации к любителям интриг и закулисных игр,
- нерациональное устройство информационных потоков,
- расплывчатые границы ответственности и служебных обязанностей,
- отсутствие системы кадрового продвижения и возможностей карьерного роста,
- превалирование интимных или родственных связей между руководством и отдельными подчинёнными.

И как только кто-то из сотрудников чем-то спровоцирует некую агрессию в свой адрес — эта разовая агрессия, подогреваемая накопившимся всеобщим напряжением, может перерасти в эмоциональную травлю.
Психическое давление (боссинг) со стороны руководителя организации/учреждения (или подразделения этой организации/учреждения) по отношению к данному сотруднику выступает в качестве запускающего механизма для горизонтального моббинга в этом подразделении.

### Основные личностные причины боссинга
1. Боссинг как жизненный стиль. Руководитель в угоду своим амбициям жертвует не только ценными работниками, но и интересами коллег. Игра с подчинёнными как с пешками — одна из самых древних, аморальных и, к сожалению, самых увлекательных. Для такого босса властвовать, вносить раздор, сталкивать интересы сотрудников — дело жизни.
2. Боссинг как компенсация собственной закомплексованности. Неуверенность в себе, патологическая подозрительность, заставляющая босса видеть во всех «врагов», привычка самоутверждаться за счёт подчинённых. В этом случае давление с его стороны становится поводом для горизонтального моббинга.
3. Некомпетентность в управленческой сфере, в частности не отлаженный механизм коммуникации с сотрудниками, отсутствие отработанного механизма разрешения конфликтов, отсутствие навыков постановки профессиональных задач и корректной оценки их выполнения.

Такого рода руководитель нередко заботится о том, чтобы те, кто его поддерживает, проявляет лояльность и демонстрирует покорность, получили хорошие должности и оклады, чтобы сделать их ещё более зависимыми от себя. Обычно они возводят на пьедестал самих себя и нередко присваивают себе чужую славу.

## Моббинг на кафедре вуза[10]
По данным исследований упоминавшегося выше шведского психолога, доктора Х. Леймана, в сфере образования моббинг встречается чаще, чем в других сферах профессиональной деятельности (приводится по статье С. А. Дружилова). На основе анализа публикаций, относящихся к исследованию моббинга за рубежом, К. Х. Рекош отмечает ряд его значимых характеристик:
- продолжительность моббинга — от одного до пяти лет;
- жертвами моббинга становятся 30-50 % сотрудников;
- процент распространённости моббинга в сфере образования в два раза выше, чем в других сферах деятельности;
- в 90 % случаев моральное преследование начинает начальник.
- Возникновение моббинга в научно-педагогических коллективах высших учебных заведений связано с обострением конкурентной борьбы между преподавателями кафедры при реформировании вузов.

#### «Базовые»причинывузовского моббинга
1. Объектом моббинга зачастую становится высококвалифицированный преподаватель/научный сотрудник, активно демонстрирующий свою независимость, профессионализм и рвение. Он представляет «угрозу» для коллектива и руководства, когда коллектив находится в состоянии латентного моббинга, но обязательно назначается «жертвой» в случае экономического кризиса или реорганизации.
2. Объектом моббинга становятся как молодые специалисты, так и пожилые, остепенённые сотрудники, а также те, кого в коллективе считают «балластом». Их участь может зависеть от изменения внешних условий или от воли руководителя.
3. Инициатива моббинга исходит от руководителя кафедры/отдела, который вносит раздор, «разделяя и властвуя», с той целью, чтобы подчинять себе коллектив, манипулировать людьми и решать свои задачи, например, приводить на кафедру «своих людей» — родственников или учеников.
4. Инициатива моббинга исходит от неуверенного в себе руководителя, который «задержался» в своей должности. Он будет истреблять любое инакомыслие на корню, предупреждать «заговоры», избавляясь от потенциальных конкурентов — высококвалифицированных или «нелояльных» сотрудников.
5. Инициатива моббинга исходит от руководителя кафедры/отдела, у которого в результате профессиональных деформаций развивается синдром «вседозволенности», выражающийся в нарушении профессиональных и этических норм в оценке профессиональной деятельности подчинённых.
6. Распространённой причиной вертикального (исходящего от руководителя) и горизонтального (исходящего от коллектива, но инициируемого руководителем) моббинга становится, по мнению психологов, банальная зависть к более молодому, успешному или талантливому коллеге или коллеге, который, по мнению коллектива и руководителя, демонстрирует свою значимость и возможности. В этом случае зависть следует рассматривать как форму проявления агрессии. При этом завидующие коллеги могут интерпретировать чужой успех как своё поражение.
«Базовые» способы психологического террора и гонения в академической среде (и даже шире — на любом рабочем месте) характеризуются большей устойчивостью, чем причины, и проявляются:
- в лживых утверждениях по поводу поведения сотрудника в коллективе («зазнался»);
- в выражении сомнений по поводу профессионализма и компетентности сотрудника;
- в умышленном непредоставлении работнику важной информации;
- в дискредитации сотрудника в глазах руководства, коллег и студентов;
- в создании сфабрикованных коллективных жалоб и докладных на него;
- в организации собраний, на которых коллеги клеймят «козла отпущения» позором;
- в тщательном контроле посещения занятий и рабочего места;
- в нелегитимных решениях, принятых в отсутствие сотрудника;
- в предвзятом отношении к студентам, руководимым сотрудником (в случае иных сфер деятельности — к протеже, или подчинённым сотрудника);
- в оскорбительных высказываниях в адрес сотрудника.

## Моббинг в школах
Жёсткое психологическое давление («травля») часто встречается в школе. Школьники издеваются, высмеивают своих же одноклассников, которые не так, как принято в их среде, одеваются, слишком хорошо учатся и т. п.

## Моббинг через Интернет
Моббинг, осуществляемый в информационном пространстве через информационно-коммуникационные каналы и средства, называется кибермоббингом. В том числе в Интернете посредством электронной почты, программ для мгновенного обмена сообщениями (Instant Messenger, например, ICQ), в социальных сетях, а также через размещения на видеопорталах (YouTube, Vimeo и др.) непристойных видеоматериалов, либо посредством мобильного телефона (например, с помощью SMS-сообщений или надоедливых звонков).

## Последствия
Возможные последствия для объектов (жертв) моббинга проявляются в виде нервного срыва, психических травм, соматических заболеваний на почве длительного стресса, снижения самооценки, комплекса неполноценности. Объект боссинга (жертва) каждую минуту ждёт подвоха, подставы, нападения: со стороны непосредственного начальника или со стороны коллег, активно включающихся в «горизонтальный» моббинг. Его результатом может быть не только невроз, но и инфаркт, инсульт и даже суицид (самоубийство).
Выделяют прямое и косвенное (не-прямое) влияние моббинга на человека. По данным зарубежных исследований, приводимым И. В. Гулис, прямое влияние моббинга проявляется в двух формах его поведения:
- активная — гнев, ярость, раздражение;
- пассивная — тревожность и депрессивное настроение.

Особо исследователи выделяют возникающие у объекта (жертвы) моббинга нарушения в когнитивной сфере, проявляющиеся в снижении концентрации внимания.
Не-прямое (косвенное) влияние моббинга на его жертву связано с ухудшением её психического (психологического) и психосоматического состояния.
Ухудшение психологического состояния проявляется в снижении самооценки, удовлетворённости жизнью, возникновении депрессии, снижении эмоционального тонуса.

На психосоматическом уровне негативное влияние моббинга проявляется в ухудшении здоровья, в том числе психического, обострение психических заболеваний и возникновении телесных заболеваний, затрагивающих различные жизненно важные органы.
«Хотя боссинг и моббинг могут показаться вполне безобидными по сравнению с изнасилованием или другими проявлениями физического насилия, эффект, который они производят на жертву, особенно если это длится достаточно долго, имеет такую разрушительную силу, что некоторые люди подумывают о том, чтобы покончить жизнь самоубийством», — Ноа Дэвэнпорт, профессор Государственного университета Айовы
Моббинг мешает детям и подросткам сформировать нормальные социальные способности. Дети, которых травили в школе, могут иметь проблемы с социальным общением всю свою жизнь.
В крайней форме жертва, доведённая до отчаяния, может устроить расправу над мучителями.
Есть указания на то, что массовый расстрел в Мюнхене в 2016 году был устроен из-за моббинга в школе.
Моббинг негативно влияет не только на объект (жертву), но и на инициаторов моббинга. Из-за возникшей в коллективе негативной социально-психологической ситуации проблемы данного подразделения организации (или учреждения) не решаются, а усугубляются. Как следствие, не только у жертвы моббинга, но и у его инициаторов (преследователей) появляется стрессовое, депрессивное состояние, ухудшение здоровья (и для нападения нужно расходовать много психической и физической энергии).

## Прогноз и профилактика
По мнению А. В. Скавитина, «если трудовой коллектив сталкивается с моббингом, это определённый диагноз в отношении управления персоналом». А если моббинг спровоцирован и подогревается руководителем подразделения, решающим свои личные задачи путём боссинга, то работодателю стоит задуматься об эффективности проводимой в организации кадровой политики.
Ноа Дэвэнпорт подчёркивает, что моббинг может продолжать своё существование ровно столько, сколько ему позволяется. Это означает, что производственные конфликты, приобретшие форму боссинга и моббинга, должны решаться при непосредственном участии руководителя организации.
Специалисты по управленческому консультированию выделяют три возможных варианта развития управленческой ситуации:
1) руководство организации/учреждения игнорирует существование боссинга и моббинга в подразделениях. Такое игнорирование, скорее всего, приведёт к последней стадии развития трудового коллектива, обозначаемой Л. И. Уманским как «пауки в банке», — когда каждый хочет добиться своей цели за счёт всех остальных. Это уже угрожающая стадия распада коллектива; кроме «надоевшей» работы, членов такого коллектива ничто не объединяет;
2) руководство организации/учреждения, сохраняя «честь мундира», оказывает поддержку деструктивному поведению начальника подразделения, что способствует дальнейшему развитию моббинга. Неадекватные управленческие действия неизбежно приведут к ухудшению климата в подразделении, что не способствует успешной работе организации/подразделения. К тому же босс почувствует себя «на коне», в центре внимания. Моббинг может стать его второй, если не основной, профессией. Ретроспективный анализ деятельности данного босса — когда он возглавлял иные подразделения, обычно показывает, что он занимается боссингом уже много лет;
3) руководство организации принимает все меры, чтобы избавить и защитить сотрудников от боссинга и возникновения моббинга. Специалисты признают, что это достаточно сложная задача, так как «зачинщик» находит множество доводов «за».
Точной статистики распространённости моббинга на рабочем месте нет, поскольку исследований в этой области проводится мало, а кроме того, в них нет терминологического единообразия. Следует помнить, что многие предпочитают скрывать, что их травят или изводят на работе.

### Индивидуальные рекомендации во избежание моббинга
Предотвратить моббинг во многих случаях невозможно, так как причинно-следственная связь между поступками потенциальной жертвы и последующей «травлей» не очевидна. Если вы подверглись моббингу:
- Создавайте иллюзию игнорирования с вашей стороны всех попыток вас запугать, обидеть и т. д. Без психологического эффекта мотивация у организаторов моббинга продолжать его пропадает.
- Выявите лидера моббинга и дискредитируйте его всеми возможными средствами. Дискредитация лидера или даже попытки такой дискредитации позволят прекратить травлю из-за социального самосохранения. Если не представляется возможным дискредитировать лидера — дискредитируйте самого социально слабого участника моббинга. Это переключит группу на него и одновременно продемонстрирует другим участникам моббинга опасность действий против вас.